# Колдер (Саскачеван)
Колдер (англ. Calder) — село в канадській провінції Саскачеван, розташоване за 56 км на схід від Йорктона. Під час перепису 2016 року 15 осіб назвали українську мову рідною.

## Історія
Історія села сягає 1888 р., коли ряд ісландців та інших поселився на південь від нинішнього села. З 1897 по 1898 рр. сюди почали прибувати залізницею переселенці-рутени з Австрійських провінцій Буковина та Галичина. Державні агенти супроводжували нових поселенців до квартальних ділянок землі, де вони оселилися в радіусі від п'яти до десяти кілометрів від поточного місця Колдера. Додаткові румунські емігранти з Буковини заселили ділянки на південь від Колдера між 1899-1905 роками. У жовтня 1910 р. клопотання про об'єднання села було підписано 13 місцевими бізнес-лідерами і 18 січня 1911 р. було надано дозвіл на об'єднання села під назвою на честь Член Законодавчих зборів Джеймса Александра Колдера (англ. James Alexander Calder). Перші вибори для утворення міської ради відбулися 6 січня 1911 року. У 1929 році англ. Calder Electric Company провела електроенергію в село і встановила кілька вуличних світильників.

## Населення

### Чисельність
| 2001 | 2006 | 2011 | 2016 |
| ---- | ---- | ---- | ---- |
| 109  | 80   | 97   | 90   |